# 3088 Цзіньсючжунхуа
3088 Цзіньсючжунхуа (3088 Jinxiuzhonghua) — астероїд головного поясу, відкритий 24 жовтня 1981 року.
Тіссеранів параметр щодо Юпітера — 3,221.